# Edificio Santiago Social
El edificio Santiago Social es un inmueble ubicado en la intersección de las calles Santo Domingo y San Antonio, en el centro de la ciudad de Santiago, Chile. Entre 1921 y 2004 albergó las oficinas de Chilectra. En 2018 lo adquirió la Municipalidad de Santiago para ser sede de diversos servicios sociales.

## Historia
El edificio se construyó por encargo de la empresa alemana AEG al arquitecto Alberto Siegel entre los años 1913 y 1921. Desde este último año albergó las oficinas centrales de Chilectra, y luego Enersis, hasta 2004, cuando se convirtió en la casa central del Instituto Profesional Arcos.
En 2018 la Municipalidad de Santiago adquirió el edificio para reunir diversos servicios y oficinas para atención a los vecinos, como la Dirección de Desarrollo Comunitario, Subdirección de Inspección, Vía Pública, entre otros. Se restauró para la habilitación de sus nuevas funciones, con trabajos que consistieron en cambios a la tabiquería y reparación de la estructura. Los nuevos servicios se inauguraron el 12 de febrero de 2020, pero debido a la pandemia de COVID-19, no se pudo habilitar de forma definitiva.

## Descripción
De estilo ecléctico con elementos art nouveau, el edificio cuenta con cuatro pisos y un subterráneo, y está construido en fierro fundido revestido con hormigón. Sus dependencias interiores se organizan en torno a un patio central, con un cielo vidriado que entrega iluminación natural.